# Аутентичность архитектурных памятников
Аутентичностью архитектурных памятников называется их оригинальность, подлинность, соответствие первоначальному виду. Под аутентичностью памятников архитектуры подразумевается достоверность пропорций, деталей, стилистики, материалов, особой техники и авторского стиля изначальному виду здания. Противопоставлением аутентичности являются копия, реплика.

## Аутентичность как главный критерий сохранения архитектуры
Проблема аутентичности является одним из самых главных концептов в дискуссиях о сохранении культурного наследия.
Именно аутентичность является главным критерием, определяющим сохранение или снос архитектурного памятника, так как при сохранении памятников архитектуры неизменно ценится оригинал, который дает наиболее глубокое представление о времени и эпохе, эстетических идеалах общества, материальном окружении сословных групп, об уровнях технологий и мастерства, а также о личности заказчика, автора.

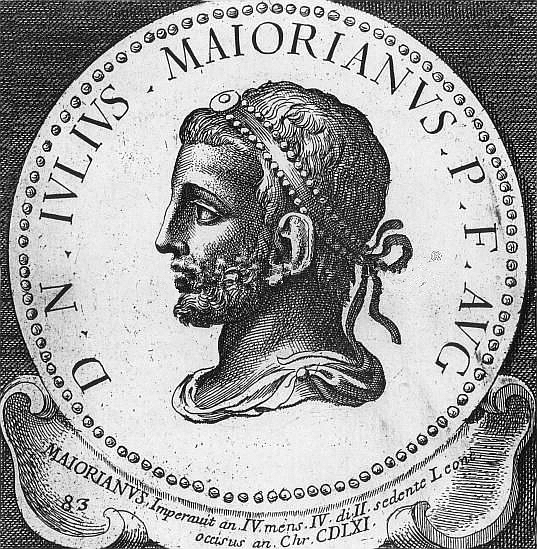
Император Майориан

Свидетельством тому, что аутентичность в архитектуре ценилась с давних времён, является известный акт европейской истории, эдикт императора Майориана (ум. 461) 457 года, который представляет собой, возможно, один из самых ранних в истории культуры документов в защиту памятников как материальных носителей ценных значений. В нем сказано, что «все здания, которые были воздвигнуты в древности для общего блага и украшения города, будь-то храмы или иные памятники, не должны быть никем разрушаемы, и никто не должен к ним прикасаться…». На востоке Европы в Древней Руси эта же мысль нашла своё выражение в виде нравственного наставления, изложенного в церковных Правилах митрополита Иоанна (1077—1089). Согласно одному из наставлений, древние иконы надлежало бережно сохранять в огражденных местах, где их «не могли бы касаться ни человек, ни животное, ни вообще что-либо нечистое». Общее, что роднит столь не схожие по своей форме акты, это, во-первых, стремление уберечь от разрушения памятники прошлого независимо от их художественной значимости и, во-вторых, понимание действий, которые мы теперь называем реставрационными, как глубоко нравственных.
Аутентичность архитектурных памятников практически всегда являлась главным критерием его охраны. Аутентичность может быть определена как базовое условие, которое создает возможность культурному наследию стать культурным наследием.

## Определение ценности архитектуры
Комитетом Всемирного Наследия ЮНЕСКО предложена классификация критериев оценки объектов при включении в Список Всемирного Наследия. Как исключительная общечеловеческая ценность, такое наследие должно соответствовать хотя бы одному из критериев и отвечать условиям целостности и аутентичности, а его охрана — обеспечиваться системой защиты и управления.
Как правило, самую большую ценность в памятнике архитектуры представляет подлинность его материала, что и позволяет судить об аутентичности того или иного памятника архитектуры.
Однако, есть и другие критерии для определения аутентичности, как например его историческое значение. Историческое значение архитектурный памятник получает тогда, когда можно с полной уверенностью утверждать, что в этом здании жила какая-либо известная персона или происходили известные события. Но, если это всего лишь копия того дома или другой дом построенный на том же месте, данное здание не будет нести исторической ценности, если только оно не связано с какими-то другими значимыми историческими событиями. Но, в то же время, новое здание построенное на месте старого, в котором происходили какие-либо значимые события, будет нести символическую ценность.
В хартии ИКОМОС приводится следующая классификация аутентичности архитектуры:
1. Аутентичность форм
2. Аутентичность материалов
3. Аутентичность техники
4. Аутентичность функций
5. Аутентичность места и контекста

## Подходы к пониманию аутентичности
Изучая развитие подходов к искусству и аутентичности в прошлом, Ва́льтер Бе́ньямин предлагает распознавать 3 периода:
1. Традиционный
2. Период коллекций
3. Период механического воспроизводства

Каждый период имеет свой подход к аутентичности. В раннем, традиционном контексте, искусство рассматривалось как культ — магический или религиозный, который существовал и был изменяем. Соответственно аутентичным считалось то, что изначально имело «ауру», а не какой-либо исторический смысл. Во втором периоде главное значение отдавалось уникальности и художественной ценности. Главный акцент уделялся «эстетической ценности» памятника архитектуры. Третий период же характеризуется повсеместными копиями произведений искусства.
Концепция аутентичности становится все более и более относительной, особенно в последнее время. В основном это связано с фундаментальными изменениями, касающимися общества: появления новых технологий и методов производства, которые меняют понимание людьми понятия аутентичности. Вопрос аутентичности теперь приобретает совершенно новый вид, где «оригинальность» больше не существует в таком понятии, в каком существовала в прошлом.
Также, понимание аутентичности отличалось не только в разные эпохи, но и в разных странах. В ходе истории в каждом обществе складывался свой исторический конструкт, и соответственно своё отношение к пониманию аутентичности. В некоторой степени это зависит ещё и от различий понимания слова «аутентичность» в разных языках. Следует отметить, что проблема сохранения памятников прошлого в их подлинном виде — это специфическое явление европейской культуры.
Например, китайская традиция характеризуется ничтожной ролью собственно материального звена. Это подтверждает тысячелетняя традиция замены ветшавших древних пагод их точными копиями. Воссозданный храм принимал на себя все значения предшествующей постройки. Китайская ментальность отдавала предпочтение духовной значимости по сравнению с её материальным носителем. Вероятно, в таком подходе проявлялась конфуцианская традиция пренебрежения ценностью материальной субстанции. Утверждение Конфуцием (551—479 до н. э.) в качестве одной из главных добродетелей следование ритуалу дает основание трактовать практику точного воссоздания как форму соблюдения ритуала, ведущую к познанию истины.

## Дилемма корабля Тесея
Однако проблема понимания аутентичности архитектурных памятников не так проста, как может показаться на первый взгляд, вокруг неё возникает огромное количество споров и разногласий. До сих пор никто не может решить дилемму аутентичности корабля Тесея:
Согласно греческому мифу, пересказанному Плутархом, корабль, на котором Тесей вернулся с Крита в Афины, хранился афинянами до эпохи Деметрия Фалерского, и ежегодно отправлялся со священным посольством на Делос. При починке в нём постепенно заменяли доски, до тех пор, пока не возник спор, тот ли это ещё корабль, или уже другой, новый? Кроме того, появился ещё один вопрос: в случае постройки из старых досок второго корабля, какой из них будет настоящим?

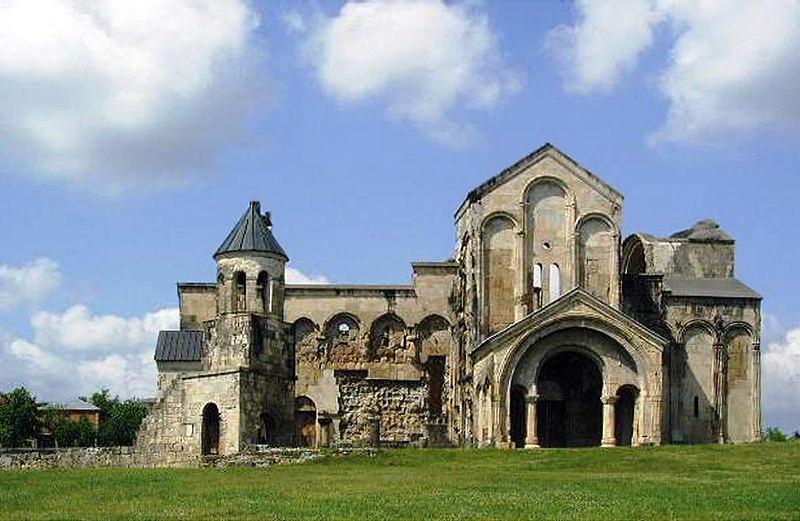
Храм Баграта до реставрационных работ (2006 год)

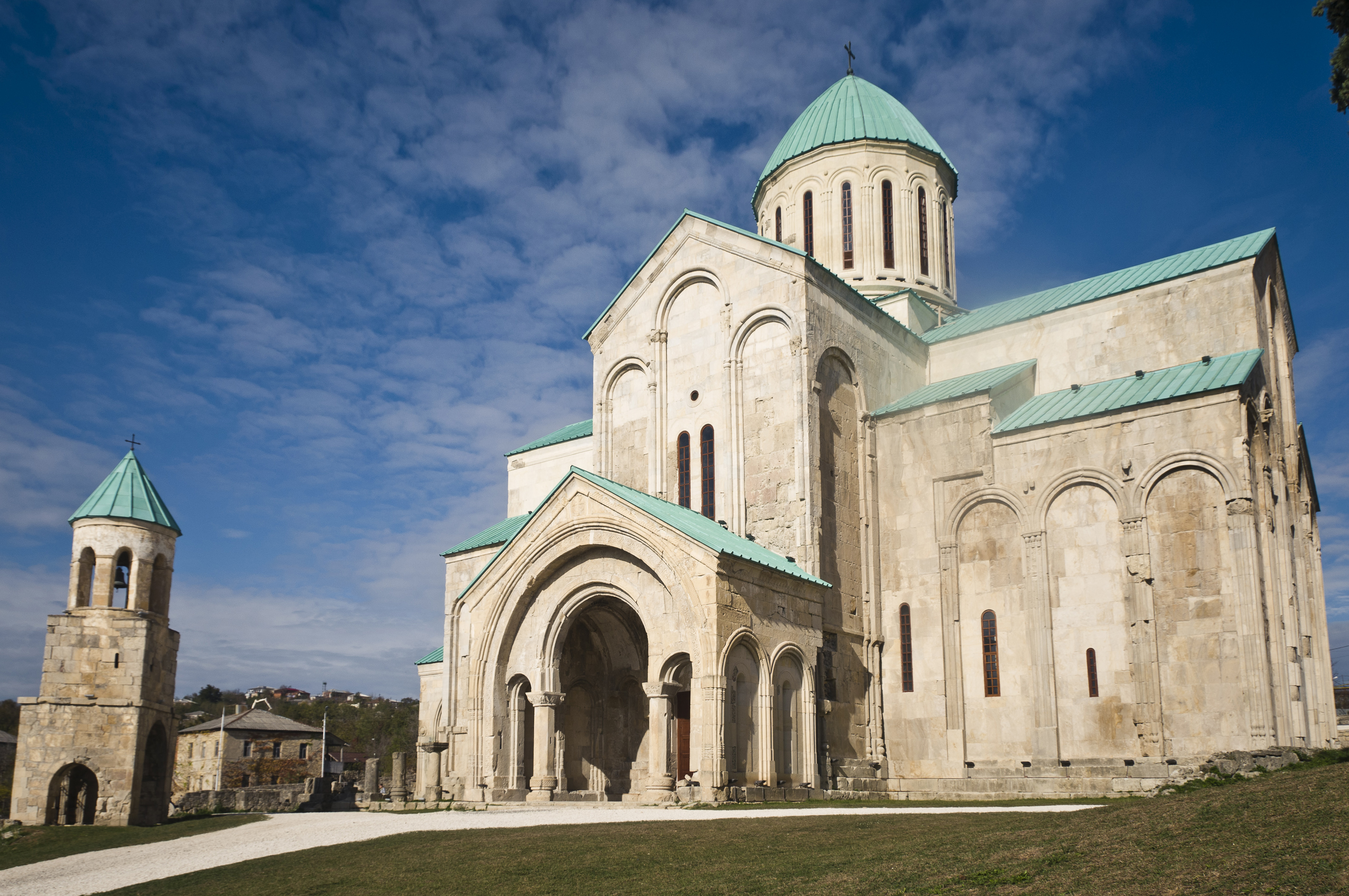
Внешний вид храма Баграта после проведенной в нём реставрации (2012 год)

## Примеры потери аутентичности памятника архитектуры
Часто потеря памятником архитектуры своей аутентичности вследствие реконструкции или реставрации и становится причиной удаления памятника из списка ЮНЕСКО.
Примером неудачной реставрации является храм Баграта в Грузии, который, как считают эксперты, потерял свою аутентичность. Грузия борется за сохранение храма Баграта в списке мирового наследия ЮНЕСКО, однако храм в Кутаиси был восстановлен со значительными нарушениями стандартов без сохранения аутентичности, поэтому этот памятник архитектуры уже не сможет оставаться в списке Всемирного наследия ЮНЕСКО. Глава Национального агентства по охране культурного наследия Грузии Ника Вачеишвили, которая принимала участие в работах по восстановлению храма, сообщила что «частично» разделяет мнением ЮНЕСКО, но далеко не полностью: «Храм Баграта попал в список (памятников, находящихся под угрозой исчезновения) не потому, что там была проведена плохая реставрация, наоборот — все эксперты признают высшее качество этой реставрации, в том числе и „отец“ реставрации Юкка Йокилето. „Это пример в области восстановления церковных памятников“, — цитирую слова Йокилето. Проблема в том, что этот храм больше не представляет собой руины, и это было решением грузинского народа, церкви и президента. Чтобы остаться в списке, храм Баграта должен по-прежнему лежать в руинах». Известно, что организация ЮНЕСКО активно выступала против реставрации храма Баграта и настоятельно советовала законсервировать памятник.

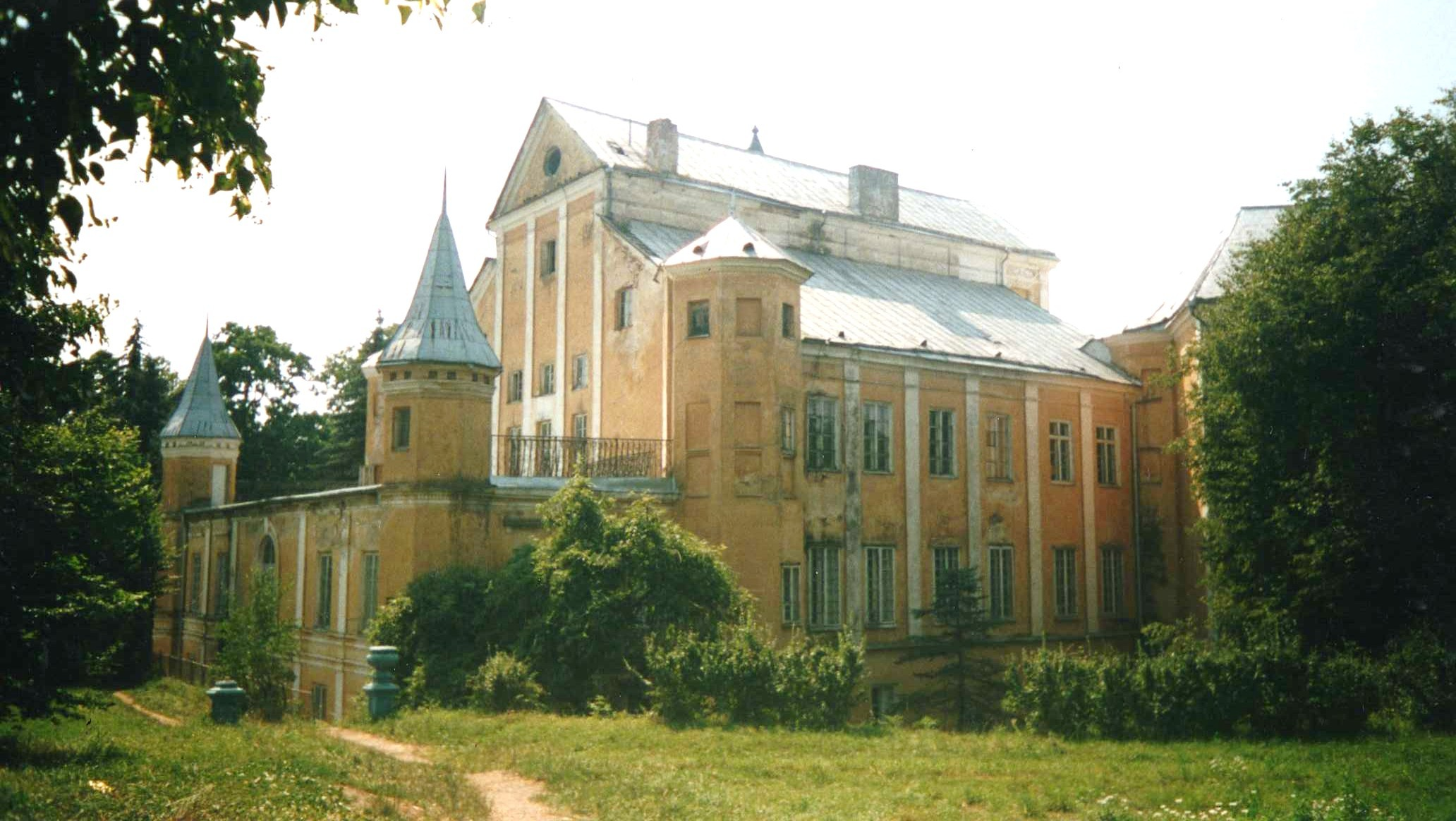
Несвижский замок до основной стадии реставрации (2004 год)

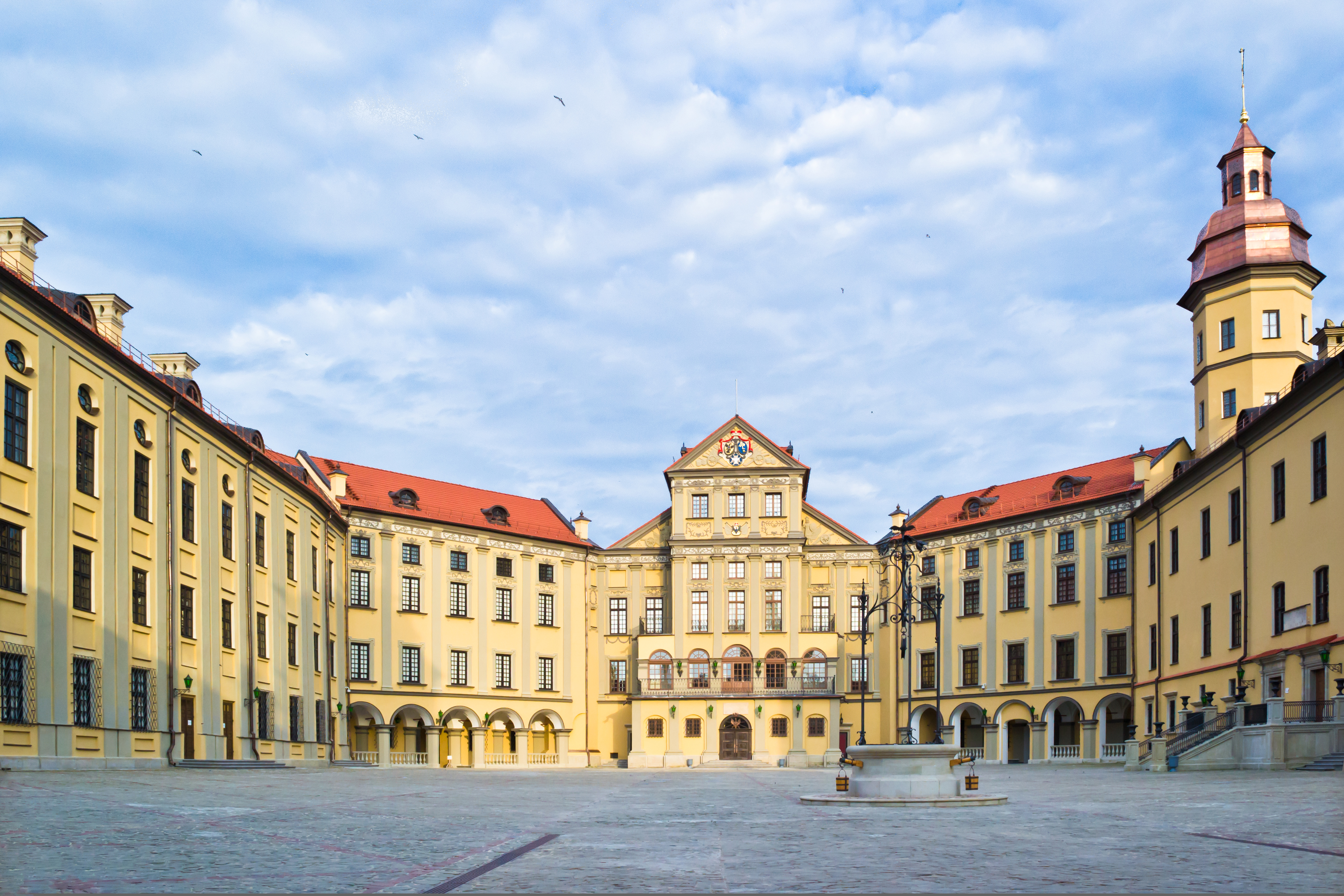
Несвижский замок после реставрации (2012 год)

Ещё одним примером потери аутентичности памятника архитектуры является Несвижский замок в Беларуси. Учитывая факт внесения комплекса в Список памятников всемирного культурного и природного наследия ЮНЕСКО (2005 г.), претензии к научному руководителю объекта высказывались относительно разрушения одной из галерей замка, утратой аутентичных элементов лепнины, бастиона и стропил крыши, а также не всегда оправданным использованием современных материалов таких как пластик, синтетическое покрытие, отделочная кафельная плитка массового производства. Более того, считается, что реставрацией была сильно недовольна последняя обитательница Несвижского замка, Эльжбета Радзивилл. Возникло огромное количество вопросов, касающихся мебелирования комнат, размещения портретов.